# Gaskkamuš Cieskuljávri
Gaskkamuš Cieskuljávri eller Kaskamus Tsieskuljavri eller Tsjieskuljärvi är en sjö i Finland. Den ligger i kommunen Utsjoki i landskapet Lappland, i den norra delen av landet, 1 100 km norr om huvudstaden Helsingfors. Gaskkamuš Cieskuljávri ligger 282,6 meter över havet. Arean är 64,2 hektar och strandlinjen är 5,47 kilometer lång. Sjön  ingår i Tana älvs huvudavrinningsområde.   Omgivningarna runt Gaskkamuš Cieskuljávri är i huvudsak ett öppet busklandskap.